# Mark Luijpers
Mark Luijpers (Cadier en Keer, 5 oktober 1970) is een voormalig profvoetballer van Roda JC en MVV die bij voorkeur als linksback of voorstopper speelde en sinds de zomer van 2022 werkzaam is als assistent-trainer bij MVV Maastricht. Hij is sinds de zomer naar Roda JC van 2023 terug gekeerd naar zijn oude club.

## Loopbaan als speler
Luijpers startte zijn loopbaan bij Roda JC in 1988. Na negen jaar bij de Kerkraadse eredivisionist verkaste hij voor één seizoen naar MVV. Het jaar erna keerde hij terug bij Roda JC. De verdediger scoorde de 0-1 in de UEFA-cupwedstrijd tegen AC Milan. In 2005 nam hij daar opnieuw afscheid om weer terug te keren naar Maastricht. In 2007 beëindigde hij daar zijn carrière.

### Statistieken
| Seizoen | Club    | Land      | Competitie     | Wed. | Doelp. |
| ------- | ------- | --------- | -------------- | ---- | ------ |
| 1988/89 | Roda JC | Nederland | Eredivisie     | 1    | 0      |
| 1989/90 | Roda JC | Nederland | Eredivisie     | 0    | 0      |
| 1990/91 | Roda JC | Nederland | Eredivisie     | 26   | 0      |
| 1991/92 | Roda JC | Nederland | Eredivisie     | 30   | 1      |
| 1992/93 | Roda JC | Nederland | Eredivisie     | 33   | 1      |
| 1993/94 | Roda JC | Nederland | Eredivisie     | 29   | 1      |
| 1994/95 | Roda JC | Nederland | Eredivisie     | 25   | 0      |
| 1995/96 | Roda JC | Nederland | Eredivisie     | 0    | 0      |
| 1996/97 | Roda JC | Nederland | Eredivisie     | 17   | 0      |
| 1997/98 | MVV     | Nederland | Eredivisie     | 32   | 3      |
| 1998/99 | Roda JC | Nederland | Eredivisie     | 34   | 3      |
| 1999/00 | Roda JC | Nederland | Eredivisie     | 34   | 4      |
| 2000/01 | Roda JC | Nederland | Eredivisie     | 27   | 2      |
| 2001/02 | Roda JC | Nederland | Eredivisie     | 34   | 1      |
| 2002/03 | Roda JC | Nederland | Eredivisie     | 28   | 0      |
| 2003/04 | Roda JC | Nederland | Eredivisie     | 31   | 2      |
| 2004/05 | Roda JC | Nederland | Eredivisie     | 27   | 0      |
| 2005/06 | MVV     | Nederland | Eerste Divisie | 35   | 4      |
| 2006/07 | MVV     | Nederland | Eerste divisie | 27   | 1      |
| Totaal  | Totaal  | Totaal    | Totaal         | 470  | 23     |

### Erelijst
Roda JC
- KNVB beker

1997, 2000

## Loopbaan als trainer
Na afloop van zijn spelersloopbaan trad Luijpers in dienst van zijn oude club Roda JC. Daar werkte hij eerst als hersteltrainer, later ook als assistent-trainer. Ondanks een contract voor het leven werd hij daar na zeven jaar aan de kant geschoven. In de zomer van 2014 vertrok hij naar India en werd conditie- en hersteltrainer bij Delhi Dynamos FC. In januari 2016 maakte VVV-Venlo zijn aanstelling als assistent-trainer bekend, als opvolger van de naar Fortuna Sittard vertrokken Ben van Dael. In de zomer van 2016 werd zijn contract met twee jaar verlengd. In 2018 verlengde Luijpers die verbintenis opnieuw met nog eens twee jaar. Gelijktijdig met de aanstelling van Hans de Koning als nieuwe hoofdtrainer per 1 januari 2020 werd Luijpers' aflopende contract als assistent opnieuw verlengd, ditmaal voor de duur van drie jaar tot medio 2023. Na de degradatie uit de Eredivisie in 2021 vroeg VVV echter om economische redenen voortijdig zijn ontslag aan. In januari 2022 werd hij bij TOP Oss als assistent herenigd met zijn voormalig Roda JC-ploeggenoot Bob Peeters. Met Peeters vertrok ook Luijpers na afloop van het seizoen uit Oss, waarna hij in de zomer van 2022 bij MVV een contract tekende voor een jaar plus een optie voor een tweede seizoen.. In de zomer 2023 ging hij terug naar zijn oude club Roda JC terug als assistent-trainer. Op 3 Juli 2025 werd Luijpers aangekondigd als assistent-trainer bij Belgische eersteklasser SV Zulte Waregem.